# Vilarnau
Vilarnau est un village médiéval déserté du Roussillon, situé entre Perpignan et Canet-en-Roussillon, dans le département français des Pyrénées-Orientales. Fondé au Xe siècle, il est abandonné au cours du XIVe siècle.

## Présentation
Le site de Vilarnau est situé à 1,9 km à l'est de Château-Roussillon, en bordure de la Têt et à proximité de l'ancienne voie Domitienne.
Il était divisé en deux : Vilarnau d'Avall et Vilarnau d'Amont.
Vilarnau d'Avall était un château, tenu en fief pour le seigneur de Canet.
Vilarnau d'Amont comprenait une église, dédiée à Saint-Christophe, et son cimetière.
Il existait un troisième site, constitué d'un château tenu en fief pour l'abbaye cistercienne de Valbonne.